# Cercle de Miami
Le Cercle de Miami (aussi appelé Brickell Point) est un site archéologique situé dans le centre-ville de Miami en Floride et découvert en 1998. Le site est composé d'un bassin calcaire taillé en un cercle parfait de 11,5 mètres de diamètre et dessiné par 24 trous dans la roche, puis parsemé par un grand nombre de trous plus petits. Une structure considérée comme une fosse septique, de forme rectangulaire et situé dans le cercle, fait également partie des éléments composant le site.

## Histoire
Le 5 février 2002, le site est ajouté au Registre national des lieux historiques. Le 16 janvier 2009, le site est déclaré National Historic Landmark (site historique national).